# Sezon snookerowy 1998/1999
Poniższa lista obejmuje najważniejsze wydarzenia w snookerze w sezonie 1998/1999.
| Data            | Turniej                            | Miejsce rozgrywek            | Zwycięzca         | Drugie miejsce    | Wynik |
| --------------- | ---------------------------------- | ---------------------------- | ----------------- | ----------------- | ----- |
| Wrz 29 - Paź 4  | Regal Scottish Masters             | Motherwell (Szkocja)         | Ronnie O’Sullivan | Dave Harold       | 9-6   |
| Lis 16 - Lis 29 | Liverpool Victoria UK Championship | Bournemouth (Anglia)         | John Higgins      | Matthew Stevens   | 10-6  |
| Gru 3 - Gru 6   | Rothmans Malta Grand Prix          | Malta                        | Stephen Hendry    | Ken Doherty       | 7-6   |
| Gru 8 - Gru 13  | German Open                        | Bingen am Rhein (Niemcy)     | John Parrott      | Mark Williams     | 6-5   |
| Gru 15 - Gru 20 | Irish Open                         | Tallaght (Irlandia)          | Mark Williams     | Alan McManus      | 9-4   |
| Sty 16 - Sty 24 | Puchar Narodów                     | Newcastle upon Tyne (Anglia) | WALIA             | SZKOCJA           | 6-4   |
| Sty 25 - Sty 31 | Regal Welsh Open                   | Cardiff (Walia)              | Mark Williams     | Stephen Hendry    | 9-8   |
| Lut 7 - Lut 14  | Benson and Hedges Masters          | Wembley (Anglia)             | John Higgins      | Ken Doherty       | 10-8  |
| Lut 15 - Lut 21 | Regal Scottish Open                | Aberdeen (Szkocja)           | Stephen Hendry    | Graeme Dott       | 9-1   |
| Lut 25 - Lut 28 | Charity Challenge                  | Derby (Anglia)               | John Higgins      | Ronnie O’Sullivan | 9-4   |
| Mar 1 - Mar 7   | Thailand Masters                   | Bangkok (Tajlandia)          | Mark Williams     | Alan McManus      | 9-7   |
| Mar 8 - Mar 14  | China International                | Szanghaj (Chiny)             | John Higgins      | Billy Snaddon     | 9-3   |
| Mar 21 - Mar 26 | Benson and Hedges Irish Masters    | Dublin (Irlandia)            | Stephen Hendry    | Stephen Lee       | 9-8   |
| Kwi 4 - Kwi 11  | British Open                       | Plymouth (Anglia)            | Fergal O’Brien    | Anthony Hamilton  | 9-7   |
| Kwi 17 - Maj 3  | Mistrzostwa świata                 | Sheffield (Anglia)           | Stephen Hendry    | Mark Williams     | 18-11 |
| Cały sezon      | Premier League Snooker             | Maidenhead (Anglia)          | John Higgins      | Jimmy White       | 9-4   |